# Acanthistius ocellatus
Acanthistius ocellatus, thường được gọi là cá mú phương đông, là một loài cá biển thuộc chi Acanthistius trong họ Cá mú. Loài này được mô tả lần đầu tiên vào năm 1859.

## Phân bố và môi trường sống
A. ocellatus có phạm vi phân bố tương đối nhỏ hẹp ở vùng biển Tây Nam Thái Bình Dương. Chúng được tìm thấy từ phía nam bang Queensland trải dài xuống khắp bờ biển của bang New South Wales, phía đông bang Victoria và phía bắc Tasmania, bao gồm cả đảo Lord Howe ngoài khơi Đông Úc. A. ocellatus sống xung quanh các rạn san hô, giữa các kẽ đá hoặc trong các hang động ở các hồ thủy triều hoặc khu vực cửa sông, độ sâu được ghi nhận là khoảng 4 – 100 m.

## Mô tả
A. ocellatus trưởng thành đạt kích thước khoảng 60 cm. Cơ thể có màu nâu lục sẫm hoặc vàng nâu với các chấm màu xanh đen phủ khắp thân và đầu. Đôi khi có sọc đen mờ kéo dài từ môi trên đến mắt. Đuôi và các vây có màu lam xám, viền màu xanh lơ ở rìa các vây.
Số gai ở vây lưng: 13; Số vây tia mềm ở vây lưng: 15 - 16; Số gai ở vây hậu môn: 3; Số vây tia mềm ở vây hậu môn: 8 - 9.
A. ocellatus được đánh bắt bằng móc câu và dây kéo bởi các ngư dân, như một hoạt động giải trí tiêu khiển. Không rõ liệu hành động này có ảnh hưởng gì đến số lượng của chúng hay không, tuy nhiên không có báo cáo nào về sự suy giảm đáng kể của loài này.